# Ormiańskokatolicka parafia centralna pw. św. Grzegorza z Nareku z siedzibą w Warszawie
Ormiańskokatolicka parafia centralna z siedzibą w Warszawie – jedna z trzech parafii terytorialnych Kościoła katolickiego obrządku ormiańskiego w Polsce. Została utworzona 1 grudnia 2009 roku na mocy dekretu arcybiskupa Kazimierza Nycza. Skupia wiernych obrządku ormiańskiego zamieszkałych w środkowej części kraju. 

## Opis
Oficjalną siedzibą parafii jest kościół rektorski Res Sacra Miser w Warszawie, jednakże faktycznie funkcję świątyni parafialnej pełni kaplica Matki Bożej przy ul. Łazienkowskiej. 
Do parafii należą wierni Kościoła katolickiego obrządku ormiańskiego zamieszkali w rzymskokatolickich diecezjach i archidiecezjach: białostockiej, drohiczyńskiej, ełckiej, gnieźnieńskiej, kaliskiej, kieleckiej, lubelskiej, łomżyńskiej, łowickiej, płockiej, poznańskiej, radomskiej, sandomierskiej, siedleckiej, warszawskiej, warszawsko-praskiej, włocławskiej oraz zamojsko-lubaczowskiej.
Duszpasterzem parafii od 2016 roku jest ks. prof. Józef Naumowicz
Poprzedni proboszczowie:
- ks. Rafał Krawczyk[2] (2013-2016)
- ks. Artur Awdalian (2009-2013)